# Mustafa Keçeli
Mustafa Keçeli (* 15. September 1978 in Ankara) ist ein türkischer Fußballtrainer und ehemaliger -spieler.

## Karriere

### Als Spieler
Keçeli begann seine Karriere in der Saison 1997/98 beim Drittligisten Petrol Ofisi SK. In seiner ersten Spielzeit stieg er mit der Mannschaft in die 2. Liga auf. Dort konnte er sich gegen seine Mitkonkurrenten durchsetzen und wechselte nach seiner zweiten Saison zu Ankaraspor. Bei Ankaraspor blieb Keçeli drei Jahre.
Danach wechselte er in die Turkcell Süper Lig zu Denizlispor. Hier absolvierte er die meisten Spiele in seiner Karriere. Bei Denizlispor erzielte er auch sein wichtigstes Tor in seiner gesamten Spielerkarriere, als er gegen Fenerbahçe Istanbul und Christoph Daum am letzten Spieltag der Saison 2005/06 mit seinem Treffer zum 1:0 nicht nur Denizlispor vor dem Abstieg bewahrte, sondern auch die Meisterschaft von Fenerbahçe verhinderte (das Spiel endete 1:1).
Mit seinem Transfer zu Trabzonspor setzte sich seine Entwicklung fort. Zur Saison 2008/09 verließ Mustafa Keçeli Trabzonspor, weil er in den Planungen von Ersun Yanal keine Rolle spielte.
Keçeli wechselte zu Bursaspor und wurde 2010 zum ersten Mal türkischer Meister. 2011 wechselte er dann zum Aufsteiger Mersin İdman Yurdu. Nach zwei Jahren verließ er Mersin und heuerte beim Drittligisten Polatlı Bugsaşspor an.
Nach der Hinrunde wechselte er in der Winterpause 2013/14 zu seinem ehemaligen Verein Denizlispor. In der Sommerpause 2014 verlängerte er seinen Vertrag um ein weiteres Jahr.

### Als Trainer
Keçelis erste Trainerstation war der Amateurverein İncirlispor in seiner Geburtsstadt Ankara, wo er ein knappes halbes Jahr blieb. Im Anschluss erhielt er ein Angebot, als Jugendtrainer bei seinem ehemaligen Verein Denizlispor zu arbeiten. Nach Stationen bei der U-17- und U-15-Jugendmannschaft, agierte Keçeli in der Saison 2018/19, unter dem Cheftrainer Yücel İldiz, als Co-Trainer für die erste Mannschaft. In seiner ersten Saison bei den Senioren konnte er am Ende der Saison die Meisterschaft der TFF 1. Lig 2018/19 und den Aufstieg in die Süper Lig feiern.

## Titel
Mit Bursaspor (als Spieler)
- Türkischer Meister in der Saison 2009/10

Mit Denizlispor (als Trainer)
- Meister der TFF 1. Lig und Aufstieg in die Süper Lig: 2018/19